# Jakovce
Jakovce este o localitate din comuna Sežana, Slovenia, cu o populație de 27 de locuitori.